# Cryptocanthon lobatus
Cryptocanthon lobatus är en skalbaggsart som beskrevs av Henry Fuller Howden 1973. Cryptocanthon lobatus ingår i släktet Cryptocanthon och familjen bladhorningar. Inga underarter finns listade i Catalogue of Life.